# Bowie giang
Bowie giang is een spinnensoort uit de familie van de kamspinnen (Ctenidae). De wetenschappelijke naam van de soort werd voor het eerst geldig gepubliceerd in 2024 door Logunov.
De soort komt voor in Vietnam.